# La mia casa è piena di specchi (romanzo)
La mia casa è piena di specchi è l'autobiografia di Maria Scicolone, libro da cui è stata tratta una miniserie televisiva composta da due puntate, trasmesse in prima visione nel 2010.

## Trama
Tratta la storia della famiglia Scicolone vista dalla prospettiva di Maria, soffermandosi soprattutto sulla personalità della madre Romilda Villani, e sui suoi sforzi di migliorare i rapporti con il padre delle due figlie Maria e Sofia, Riccardo Scicolone (a cui la Villani era molto legata). Questi riconosceva la paternità di Sofia ma non voleva fare altrettanto per quella di Maria.
L'opera descrive anche l'attaccamento della madre alla carriera di Sofia, poiché la Villani stessa non aveva potuto seguire i suoi sogni artistici a causa dell'opposizione dei genitori.

## Edizioni
- Scicolone Maria, La mia casa è piena di specchi, 2004, Gremese Editore, 222 pagine, ISBN 88-8440-297-2